# Thomas Audley, 1.º Barão Audley de Walden
Thomas Audley, 1.º Barão Audley de Walden KG, PC, KS (Earls Colne, Essex, c. 1488 — Saffron Walden, 30 de abril de 1544) foi um barrister e juiz inglês que atuou como Lorde Chanceler da Inglaterra de 1533 a 1544.

## Juventude
Audley nasceu em Earls Colne, Essex, filho de Geoffrey Audley, e acredita-se que estudou no Buckingham College, Cambridge. Formou-se em Direito, entrou para o Middle Temple, foi escrivão municipal de Colchester, e juiz de paz em Essex, em 1521.

## Vida pública
Em 1523 Audley ingressou no Parlamento representando Essex, e reeleito nos parlamentos subsequentes. Em 1527 nomeado Groom of the Chamber, e se tornou membro da equipe de Tomás Wolsey. Com a queda deste último, em 1529, foi nomeado Chanceler do Ducado de Lancaster, e no mesmo ano presidente da Câmara dos Comuns, e presidiu a famosa assembleia denominada de Parlamento Negro ou Longo Parlamento da Reforma, que aboliu a jurisdição papal. No mesmo ano, liderou uma delegação dos Comuns junto ao rei para reclamar do discurso feito pelo bispo John Fisher contra os seus procedimentos. Ele interpretou os escrúpulos “morais” do rei para o parlamento a respeito de seu casamento com Catarina de Aragão, e fez-se o instrumento do Rei no ataque contra o clero e a preparação do Ato de Supremacia.
Em 1531, Audley foi nomeado sargento-em-lei e sargento do rei; e em 20 de maio de 1532 recebeu o título de cavaleiro, e sucedeu Thomas More como Lord Keeper of the Great Seal, sendo nomeado Lorde Chanceler em 26 janeiro de 1533. Apoiou o divórcio do rei de Catarina e o casamento com Ana Bolena; presidiu o julgamento de John Fisher e Thomas More em 1535, no qual a sua conduta e evidente intenção para garantir uma condenação foi criticada por alguns. No ano seguinte, fez parte do julgamento de Ana Bolena e de seus “amantes” por traição e adultério. A execução da esposa do rei deixou Henrique VIII livre para declarar sua filha, a princesa Elizabeth, uma bastarda, e se casar com a criada de Ana, Joana Seymour. Audley foi testemunha da execução da rainha, e recomendou ao Parlamento a nova Lei de Sucessão, o que fez de Joana Seymour a herdeira legítima.
Em 1537, Audley condenou à morte, como traidores, os rebeldes da Peregrinação da Graça. Em 29 de novembro de 1538, recebeu o título de Barão Audley de Walden; e logo depois presidiu, como Lord Steward, os julgamentos de Henry Pole, Lorde Montacute, e do Marquês de Exeter. Em 1539, apesar de inclinar-se para a Reforma, fez-se instrumento do Rei em fazer cumprir a conformidade religiosa e, na aprovação da Lei dos Seis Artigos.
Em 24 de abril de 1540 Audley recebeu a honra de Cavaleiro da Jarreteira e, posteriormente, conseguiu a condenação de Thomas Cromwell, conde de Essex, e a dissolução do casamento de Henrique com Ana de Cleves, mesmo tendo sido anteriormente um forte aliado de Cromwell. Em 1542, Audley apoiou calorosamente os privilégios dos Comuns, no caso de George Ferrers, membro do Parlamento por Plymouth, detido e preso em Londres, mas sua conduta foi inspirada, como de costume, por subserviência à corte, que desejava garantir seu privilégio parlamentar, e sua opinião de que a prisão foi uma flagrante desobediência tem sido questionada por fontes confiáveis.
Audley recebeu várias doações de propriedades monásticas, incluindo a do Priorado da Santíssima Trindade em Aldgate, Londres e a da abadia de Walden, em Essex, onde seu neto, Thomas Howard, 1.º Conde de Suffolk, construiu a Audley End House, sem dúvida, em sua homenagem. Em 1542 ele deu ajuda financeira e reformou o Buckingham College, em Cambridge, sob o novo nome de Magdalene College e deixou registrado nos estatutos que seus herdeiros, o proprietário do antigo mosteiro de Walden seria o supervisor do Magdalene College in perpetuum. O poder de nomear o Mestre do Colégio foi investido ao supervisor até que uma emenda aos Estatutos do Colégio em 2012 encerrou com esse privilégio.

## Família
Lorde Audley de Walden casou com Christina (Margaret), filha de Thomas Barnardiston (morto em 1503), de Kedington, Suffolk, e mais tarde com Elizabeth, filha de Thomas Grey, 2.º Marquês de Dorset, com quem ele teve duas filhas. Morreu em 30 de abril de 1544, e sepultado em Saffron Walden, onde havia preparado para si um túmulo esplêndido. Seu baronato foi extinto com sua morte. Uma de suas filhas, Margaret, casou pela segunda vez com Thomas Howard, 4.º Duque de Norfolk, e o filho mais velho deles, Lorde Thomas Howard se tornou Barão Howard de Walden em 1597 e Conde de Suffolk em 1603.